# 백성희 (생명과학자)
백성희(1970년 6월 30일~)는 대한민국의 생명과학자이다.

## 경력
2010년도에 암 전이에 관련된 Reptin 크로마틴 리모델링 인자가 메틸화되면서 저산소 반응을 음성적으로 조절한다는 내용으로 'Molecular Cell'지에 발표하여 표지 논문으로 선정되었으며. 2010년도에 대장암 억제에 중요한 고아 핵수용체RORα의 새로운 기능을 밝혀내어 'Molecular Cell'에 발표하였고 특집논문으로 선정된 바 있다. 2011년도에는 염색질에서의 신호전달에 대한 총설 논문을 ‘Molecular Cell'에 발표하여 이 분야 연구자들에게 많은 관심을 받았고, 2011년 12월에 RORα 고아핵수용체에 의한 p53 암억제 인자의 안정화를 통한 암세포 사멸 증가에 대한 연구로 'Molecular Cell'지에 발표하며 또 한 번 표지논문으로 선정된 바 있다. 2012년 3월 Mis18α 단백질이 염색체 분리를 조절하는 기작을 'Molecular Cell'지에 발표하고, 10월에는 고아 핵수용체 RORα이 메틸화되면서 분해되는 것이 유방암 진행에 중요하다는 것을 'Molecular Cell'지에 발표하였다. 이상과 같이 다수의 high profile 논문을 지속적으로 발표하면서 암 조절 유전자 발현에 대한 연구를 선도하고 있음과 동시에 암세포 사멸을 선택적으로 촉진하여 암 발생을 억제하는 새로운 신호체계를 발굴하는 연구를 통해 암 진단과 치료제 개발의 핵심적 기반연구가 될 수 있도록 끊임없이 노력하고 있고, 향후 암 전이를 효과적으로 제어할 수 있는 암전이 억제유전자와 조절 인자들을 이용한 신개념 차세대 암 치료제 기술 개발은 인류 복지에 지대한 공헌을 할 것으로 기대한다.

## 수상
- 2005 제4회 한국 로레알-유네스코 여성과학자상 생명과학상
- 2006 제1회 김진복 암연구상
- 2007 제3회 마크로젠 여성과학자상
- 2009 제12회 교육과학기술부 젊은과학자상(생명과학)
- 2011 제10회 한국 로레알-유네스코 여성과학자상 진흥상
- 2012 연세대학교 박병규-김병수 암연구상
- 2012 교육과학기술부 올해의 여성과학기술인상